# Les belles infidèles
Les belles infidèles (dobesedni prevod: nezveste lepotice ali lepe nezvestnice) so prevodi, ki so nastali v luči formacije francoskega knjižnega jezika in ki so se skladali z okusom (goût classique) Francije 17. stoletja. 

## Ozadje
Tedanji prevajalci so menili, da je treba zlasti antične avtorje redigirati in podati v novi preobleki. Prevode so prirejali z namenom, da bi ti bolj ustrezali okusom in pogledom na spodobnost in omiko tedanjega časa. Ta smer ali tehnika prevajanja je zavladala v 17. stoletju, času klasicizma in baroka, in odločilno zaznamovala vsaj še 18. stoletje, v podobni obliki pa so jo prevzeli tudi angleški in otoški prevajalci. 
17. in 18. stoletje veljata za zlati dobi francoske literature. V teh obdobjih se v Evropi vse bolj uveljavlja francoščina, prvič pa se pojavi tudi izraz Les belles infidèles. Oče tega izraza je filolog in leksikograf Giles Ménage, ki je leta 1654 prevode Nicolasa Perrota d'Ablancourta primerjal z ljubljeno žensko, ki jo je spoznal v Toursu. Ta je bila izjemno lepa, a hkrati - zaradi svoje lepote - nezvesta. Od takrat naprej se izraz označuje za poimenovanje prevodov, ki so sicer lepi, prikupni, mamljivi, blagoglasni, a niso zvesti izvirniku. Nasprotje tem so prevodi, ki so izvirniku zvesti, a zato zvenijo v ciljnem jeziku potujajoče, nerodno in so ob tem težje razumljivi in berljivi. Sloveče je posvetilo d'Ablancourta Ludviku XIV., ki uvaja enega od njegovih prevodov, kjer pravi, da se je antični - latinski - avtor, Tacit, naučil govoriti v francoskem jeziku, da ga lahko (bolje) razume.

## Zagovorniki in nasprotniki
Glavni zagovornik prostih prevodov je bil Nicolas Perrot d'Ablancourt, ki je med drugim prevedel tudi Tacita, Julija Cezarja in Cicerona. Sledili so mu tudi drugi prevajalci, ki so jih imenovali les perrotins (iz priimka Perrot). Perrot d'Ablancourt je menil, da so njegovi prevodi pravzaprav bolj zvesti in boljši od izvirnega besedila. Na začetku njegovih prevodov najdemo več strani dolge uvode, v katerih upravičuje spremembe in prilagoditve. Tako on sam kot tudi njegovi privrženci so želeli besedila »posodobiti«, kar je nanazadnje tudi posledica zmage "modernih" v sporu med "starimi" in "modernimi", tako da bodo primerna za širšo javnost. Zaradi tega je prišlo do izgube značilnosti grške ali latinske kulture.
Takim metodam prevajanja so nasprotovali mnogi, med drugimi tudi Malhebre, Goudeau in Anne Dacier, ki je francoska ikona prevajanja klasičnih del v francoščino. Zagovarjala je tezo, da mora biti prevod zvest izvirniku, prevajalec pa se mora »skriti« za avtorjem, ki mu pomaga, da spregovori v jeziku, v katerega prevajalec prevaja. Kljub temu pa je še vedno spoštovala okus javnosti (kletvic ni prevajala), saj se ji je neupoštevanje etičnih in moralnih vrednot ljudi tistega časa zdelo nepredstavljivo.